# P. P. Arnold

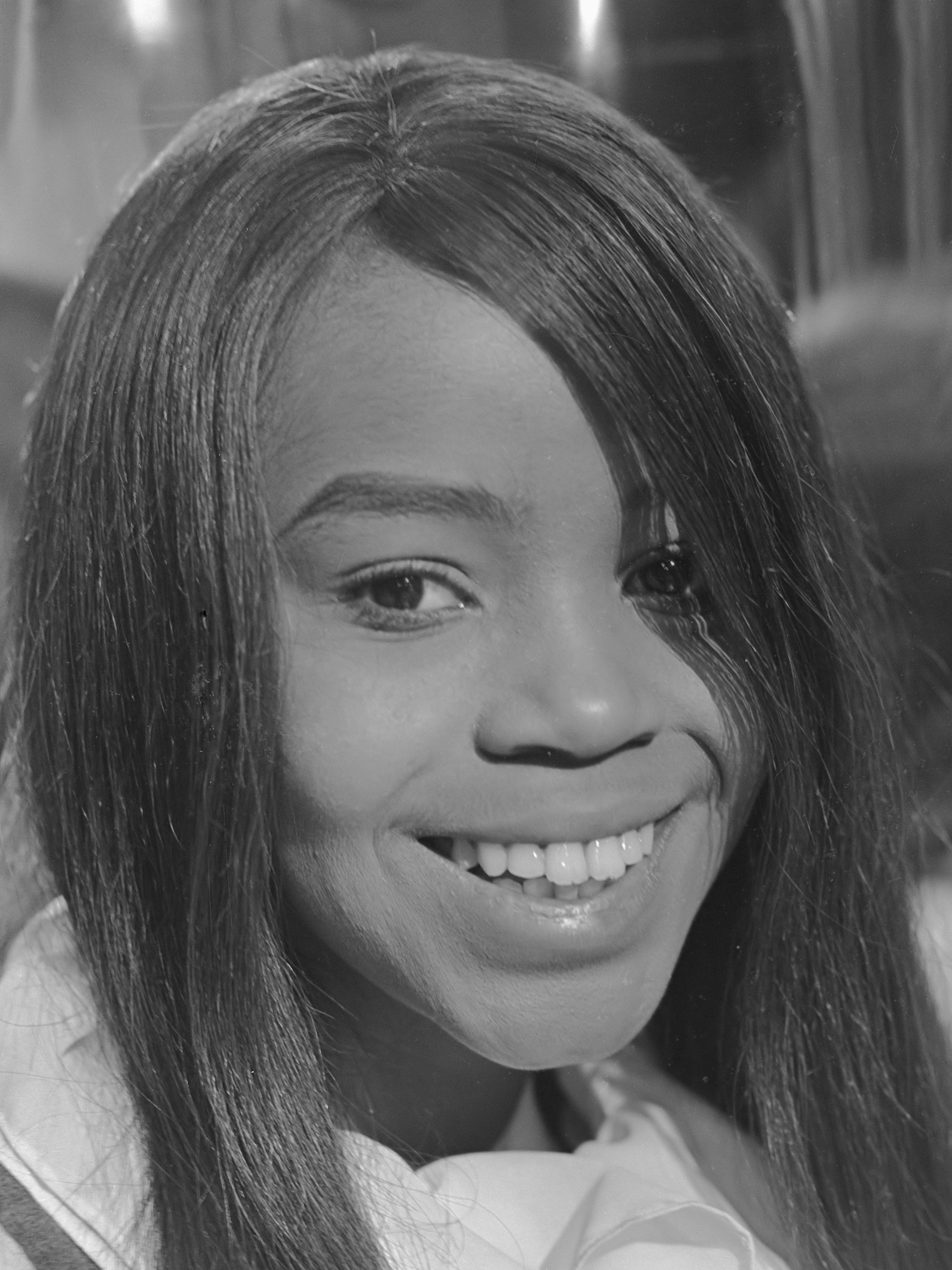
P,P. Arnold (1967)

Patricia Ann Cole (n. Los Ángeles, California, 3 de octubre de 1946), conocida artísticamente como P. P. Arnold, es una cantante de soul estadounidense que gozó un considerable éxito en el Reino Unido en los años 1960.

## Biografía

### 1946 a 1965
Criada en una familia de cantantes de góspel, Arnold se casó joven y tuvo dos hijos. Tuvo empleos menores hasta que Maxine Smith, la exnovia de su hermano, se contactó con ella para hacerle una oferta. Maxine y su amiga, Gloria Scott, habían conseguido una audición para encontrar a tres chicas que pudieran reemplazar las originales Ikettes, un trío de baile y canto que proveía acompañamientos en el show de Ike & Tina Turner. Smith y Scott estaban preocupadas por hallar a la tercera chica para formar el trío, y contactaron a Arnold.
En la audición, a las tres chicas se les ofreció el trabajo intantáneamente, pero Smith convenció a Arnold de que acudiera a un concierto en Fresno aquella noche, antes de tomar una decisión final. Cuando llegó a casa a las 6 de la mañana del día siguiente, el furioso esposo de Arnold la golpeó. Ella lo abandonó inmediatamente y, dejando sus hijos al cuidado de sus padres, se unió al espectáculo de Ike & Tina Turner.

### 1966 a 1969
Luego de varios años viajando por Estados Unidos con Ike & Tina Turner, Arnold llegó a Inglaterra en 1966, cuando su show estaba de gira para apoyar a los Rolling Stones. Impresionado por la fuerza y lo conmovedor de su voz, Mick Jagger convenció al mánager de los Stones, Andrew Loog Oldham, para que contratara a Arnold en su nuevo sello discográfico Immediate Records. Ella dejó la banda de Turner y se quedó en Londres para consolidar una carrera como solista.
Arnold tuvo diversos éxitos con Immediate Records, incluyendo canciones escritas para ella por Steve Marriott y Ronnie Lane, del grupo Small Faces, quienes también la apoyaron en varios álbumes. Arnold también prestó su voz al hit de Small Faces, "Tin soldier", y salió de gira con ellos durante 1968.

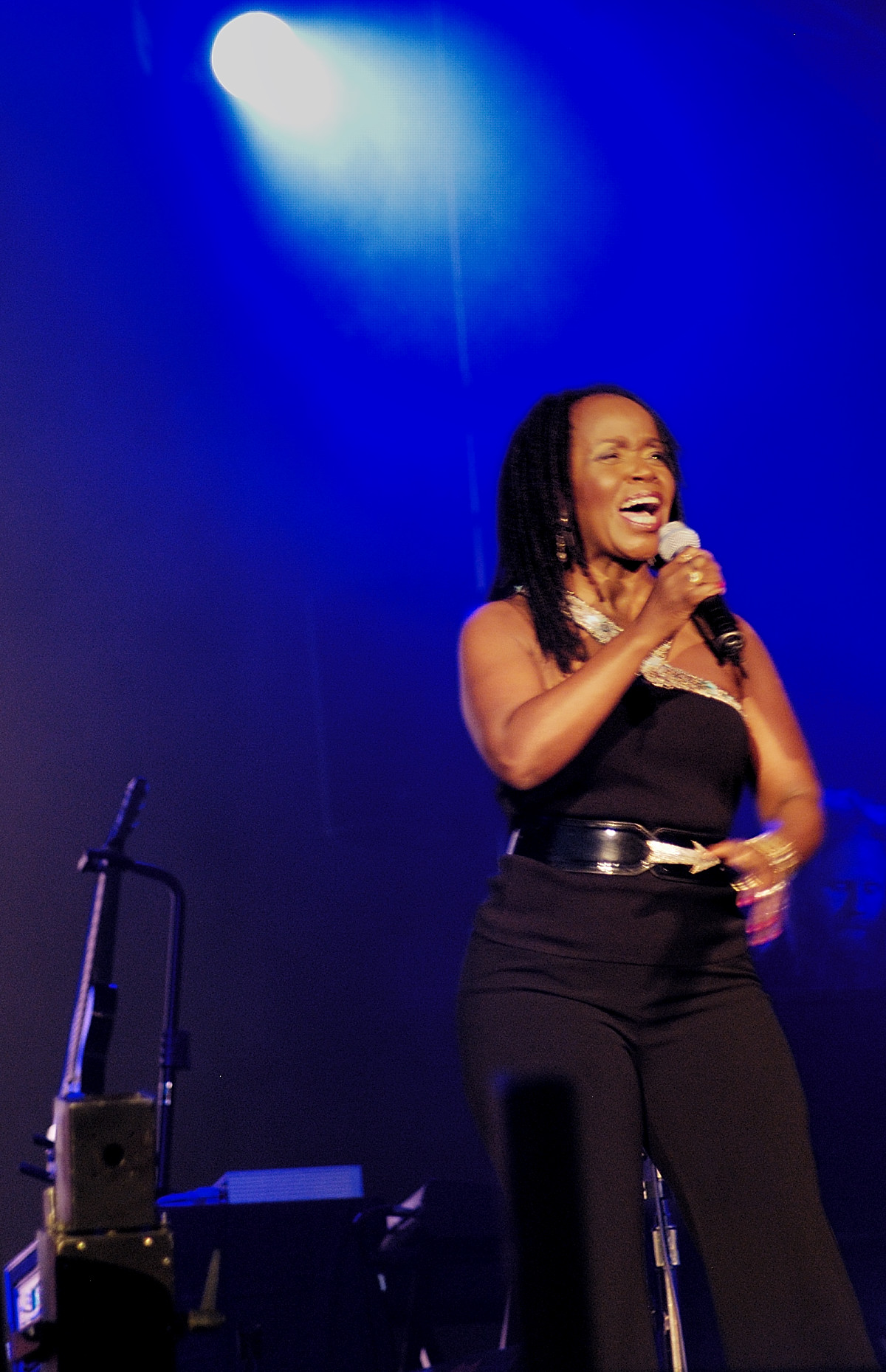
Patrica durante un concierto en Munchen, Alemania, en un show de Roger Waters para el Festival Roskilde (2 de julio de 2006)

Su primera banda de apoyo, The Blue Jays, había sido heredada de la cantante estadounidense de soul Ronnie Jones. Durante este periodo, Pat estuvo de gira con Jimi Hendrix, The Who, The Kinks, Blind Faith y David Bowie, entre otros. También se anotó varios éxitos, incluyendo el cover de "The first cut is the deepest" y "Angel of the morning", además de la canción "(If you think you're) Groovy".
Otra de sus bandas de acompañamiento se convertiría después en The Nice.
Luego del colapso de Immediate Records a finales de los años 1960, Arnold firmó un contrato de producción con la Robert Stigwood Organisation. Lanzó dos sencillos con el sello Polydor Records, producidos por Barry Gibb de los Bee Gees. Un álbum planeado junto a él jamás fue completado.

### 1970 a 1980
En 1970, Pat apareció al lado de P.J. Proby en el musical de rock Catch my soul. Después formó una nueva banda de apoyo que incluía a futuros miembros del trío Ashton, Gardner & Dyke, además de Steve Howe, que más tarde se uniría a Yes. En este periodo, Arnold contribuyó vocalmente en muchas canciones notables del Renio Unido y salió de gira junto a Eric Clapton, que también produjo un gran número de temas que nunca fueron lanzados. En estas sesiones de grabación fue donde conoció al bajista estadounidense Fuzzy Samuels, de Crosby, Stills and Nash (and Young). Ambos se casaron posteriormente y tuvieron un hijo.
Sintiéndose fuera de lugar en la cambiante escena musical británica a mediados de los 1970, Arnold y Samuels regresaron a Los Ángeles, Estados Unidos. Mientras vivían ahí, el matrimonio de Arnold terminó y dos semanas después del quiebre su hija Debbie falleció en un accidente automovilístico.
Tras la muerte de su hija, Arnold se retiró de la vida pública por un tiempo, sin regresar hasta 1978. En este momento fue que se reunió con Andy Gibb, quien deseaba completar el álbum solista de ella. Nuevamente, esto no se materializó, pero Arnold finalmente formó equipo con el hermano menor de Barry, Andy Gibb, para grabar en conjunto la canción de Carole King "Will you love me tomorrow". Posteriormente, Pat formó una nueva banda, Inner Circle, que no tuvo éxito.

### Años recientes
En 1999, PP Arnold se unió a la banda de (el exmiembro fundador de Pink Floyd) Roger Waters como corista principal en la gira "In The Flesh". Posteriormente, Waters inició una nueva gira a finales del 2002 realizando el performance completo del mítico álbum The Dark Side of the Moon, en la cual PP Arnold, al igual que la gira anterior se hizo notar con su poderosa voz en temas como "Perfect Sense", del álbum Amused to Death de Waters.
Después de un hiato de más de cincuenta años, en 2019 se publicaba su tercer álbum propiamente dicho, "The New Adventures Of P. P. Arnold".A finales de 2024 se editaba su primer disco en directo, Live in Liverpool, que recogía su concierto final de la gira del año 2019 en la sala Grand Central Hall de Liverpool, el 18 de octubre de 2019.